# Публий Корнелий Лентул Марцеллин (пропретор)
Пу́блий Корне́лий Ле́нтул Марцелли́н (лат. Publius Cornelius Lentulus Marcellinus; умер после 74 года до н. э.) — римский военный и политический деятель из патрицианского рода Корнелиев Лентулов, управлявший в 74 году до н. э. новообразованной провинцией Киренаика.

## Биография
Публий Корнелий Лентул Марцеллин был сыном монетария, носившего такое же имя, и Корнелии.
В 75 году до н. э. благодаря покровительству консула Гая Аврелия Котты назначен на должность квестора; направлен для управления новой провинцией Киренаикой, возможно, с полномочиями пропретора.
Вероятно, являлся отцом претора 29 года до н. э., носившего то же имя.